# バゴーの虐殺
バゴーの虐殺は、2021年4月9日にミャンマーのバゴーで起きた虐殺である。

## 背景
2021年2月1日、ミャンマー国軍はアウン・サン・スー・チー率いる国民民主連盟政権に対しクーデターを起こし、権力を掌握した。これに市民は全国的に大規模な抗議運動を繰り広げた。なお、本項で扱う事件の1カ月前、3月14日にラインタヤ郡区では65人以上の民間人が死亡したラインタヤの虐殺が発生している。

## 事件
虐殺に至る数週間、国軍政権はバゴーにおける夜間のインターネット利用を遮断していた。事件前日の夕方、軍事作戦が行われるとの噂が地元で広まっていた。2021年4月9日の朝、インターネット、電話、電気が遮断され抗議者間のコミュニケーションが妨害された。
午前5時ごろ作戦が始まった。それから翌日明にかけて82人が死亡したとされる。攻撃は銃撃のほか、迫撃砲やロケットランチャーなど重火器が用いられた。